# بلدة ويلسون (مقاطعة ألبينا)
ويلسون، مقاطعة ألبينا (بالإنجليزية: Wilson Township, Alpena County, Michigan)‏ هي بلدة تقع بولاية ميشيغان في الولايات المتحدة. تبلغ مساحتها 206.7 (كم²)، وترتفع عن سطح البحر 222 م، بلغ عدد سكانها 2029 نسمة في عام تعداد الولايات المتحدة 2010 حسب إحصاء مكتب تعداد الولايات المتحدة وتصل الكثافة السكانية فيها 9.9 نسمة/كم2.

## وصلات خارجية
- The US50 - Cities and Towns in Michigan State
- Michigan Cities and Towns, Facts, Map, Flag, Colleges, Government, and More